# АФ Ельбасані
АФ Ельбасані (алб. Akademia e Futbollit Elbasani) — албанський професійний футбольний клуб з міста Ельбасан. Клуб виступає в Суперлізі, вищому дивізіоні албанського футболу. Їхнім домашнім стадіоном є «Ельбасан Арена».

## Історія
У 2021 році клуб був утворений муніципалітетом Ельбасана після розбіжностей з бізнесменом Арбеном Лазе, який був власником першого футбольного клубу ФК «Ельбасані». Через фінансове банкрутство «Ельбасані» був конфіскований податковою інспекцією в Ельбасані. Тож з ініціативи вболівальників вони знайшли вихід і за співпраці муніципалітету Ельбасана було створено АФ Ельбасані. У сезоні 2021—2022 вони змагалися в четвертому рівні албанського футболу Третьому дивізіоні. У своєму першому сезоні вони досягли першого місця, отримавши підвищення до Другого дивіізіону. У сезоні 2022—2023 AF Elbasani фінішував першим у групі B Kategoria e Dytë, що дало їм змогу вперше підвищитися до Першої ліги. У своєму першому сезоні вони посіли 1-ше місце, стали чемпіонами та підвищилися до Суперлігі.

## Титули і досягнення
Перша ліга
- Чемпіони (1): 2023–24